# Los Angeles Jets
I Los Angeles Jets sono stati una franchigia di pallacanestro della American Basketball League, con sede a Los Angeles.

## Stagioni
| Stagione | Lega | Denominazione    | V  | P  | %    | Piazzamento | Play-off |
| -------- | ---- | ---------------- | -- | -- | ---- | ----------- | -------- |
| 1961-62  | ABL  | Los Angeles Jets | 24 | 15 | 61,5 | 4º          | -        |